# Buying Center
Als Buying Center (englisch; auf Deutsch auch Einkaufsgremium) eines Unternehmens oder einer Organisation wird eine Gruppe von Personen bezeichnet, die an einer Kaufentscheidung beteiligt ist. Diese Gruppe setzt sich zumeist aus Vertretern verschiedener Abteilungen und Funktionen zusammen, mit dem Ziel, das Ergebnis der Entscheidung durch gemeinsames Wissen und Erfahrung zu optimieren. Damit ist ein Buying Center eine mögliche Ausprägung des organisationalen Kaufverhaltens.
Beispielsweise können zu einem Buying Center Mitglieder der Fachabteilung gehören, die das angeschaffte Produkt einsetzen soll, Techniker, die für die Betreuung zuständig sind, Angestellte aus dem Bereich Finanzen/Controlling, die über die Finanzierung der Kosten wachen, sowie Experten aus der Einkaufsabteilung, die juristisches Wissen über abzuschließende Verträge einbringen.
Folgende Rollen (Personen mit Mandat) innerhalb eines Buying Center lassen sich u. a. unterscheiden:
- Verwender (User), z. B. Produktionsmitarbeiter/leiter, Anwender
- Einkäufer (Buyer), holen Angebote ein und beurteilen diese, z. B. Einkaufsmitarbeiter/-leitung
- Beeinflusser (Influencer), beeinflusst den Entscheidungsprozess, setzt Standards, z. B. Berater, Verkäufer, Designer
- Entscheider (Decider), entscheidet endgültig, meistens Geschäftsleitung, Prokuristen, Entscheidungsträger.

Hierbei kann eine Person auch mehrere Rollen einnehmen und eine Rolle kann durch mehrere Personen repräsentiert sein.
Folgende Funktionen (Personen, die autonom handeln) lassen sich außerdem unterscheiden:
- Initiator, regt den Neukauf an
- Coach, externe oft beratende Funktion, mit sehr engem Kontakt zu einem Mitarbeiter
- Infoselektierer (Gatekeeper), gibt Informationen weiter oder hält diese zurück.

Die Rollen im Buying Center können ihrem Wirken nach auch den verschiedenen Phasen der Beschaffung zugeordnet werden, siehe nachfolgende Tabelle:
| Beschaffungsphase                       | User | Influencer | Buyer | Decider | Gatekeeper |
| Bedarfserkennung                        | X    | X          |       |         |            |
| Klärung von Zielen                      | X    | X          | X     | X       |            |
| Ermittlung von Beschaffungsalternativen | X    | X          | X     |         | X          |
| Bewertung der Alternativen              | X    | X          | X     |         |            |
| Auswahl der Lieferanten und Kauf        | X    | X          | X     | X       |            |

Die drei wichtigsten Fragen bzgl. des Buying Center sind:
- Welche Entscheidungskriterien sind die wichtigsten für die einzelnen Rollen?
- Welches Gewicht hat die einzelne Rolle für die finale Entscheidung?
- Wie verhalten sich die Rollen in Konfliktsituationen und welche Situationen sind das?

Da Mitglieder des Buying Center unvereinbare Absichten verfolgen können, ist eine Betrachtung der Gruppendynamik hilfreich, um ein zielgerichtetes Vorgehen organisieren zu können. Möglichkeiten, mit solchen Konflikten umzugehen, sind:
| 1. Kämpfen (competing)            | Der Wunsch, die eigenen Ziele ohne Rücksicht auf andere durchzusetzen |
| 2. Arrangieren (accommodating)    | Der Wunsch, die Ziele der Gegenseite zu akzeptieren und der Verzicht auf das Durchsetzen der eigenen Vorstellungen. Möglicherweise verbunden mit langfristigen persönlichen Zielen als Belohnung für das Wahlverhalten |
| 3. Zusammenarbeit (collaboration) | Versuch, die eigenen Ziele sowie die der Gegenseite möglichst vollständig zu erreichen |
| 4. Konfliktvermeidung (avoiding)  | Weder die eigenen, noch die Ziele der Gegenseite werden erreicht. Meist mit Aufschiebung verbunden. |
| 5. Kompromiss (compromise)        | Sowohl die eigenen, wie auch die Ziele der Gegenseite werden nur zum Teil erreicht. |

Tendenziell lässt sich feststellen, dass die Buying-Center-Entscheidungen komplexer bzw. intensiver werden, wenn es sich z. B. um einen neuen Lieferanten oder ein neues Produkt handelt („New Task“ gemäß Webster/Wind), wenn das Produkt mit hohen Investitionen oder Risiko für das eigene Unternehmen verbunden ist oder wenn Schlüsselpositionen personell neu besetzt werden.
Auf Verkäuferseite wird im Gegensatz dazu oft ein Selling Center eingesetzt, dessen Mitglieder alle benötigten Informationen über das Produkt bereitstellen können.